# Paeon vaissierei
Paeon vaissierei är en kräftdjursart som beskrevs av Delamare Deboutteville och Nunes-Ruivo 1953. Paeon vaissierei ingår i släktet Paeon och familjen Sphyriidae. Inga underarter finns listade i Catalogue of Life.